# Amebix
Amebix — британская рок-группа, основанная в 1978 году под названием «The Band with No Name», и выпустившая за период с 1978 по 1987 гг. два альбома и три мини-альбома. Amebix были одними из первых, кто соединил в своём творчестве элементы панк-рока и хэви-метала, и наряду с Discharge они считаются одними из основателей краст-панка.

## История
История Amebix начинается со школьной группы под названием «The Band with No Name», основанной братьями Миллер в 1978 году. Роб Миллер также подрабатывал корреспондентом в одной из местных газет, и благодаря этому на одном из выступлений группы Crass в Плимуте ему представился случай связаться с группой, и передать им первое демо, состоявшее из 6 треков. Вскоре один из этих треков появился на первом сборнике из известной серии «Bullshit Detector».
Вскоре группа поменяла состав (в группе появился клавишник, а вскоре — и новый ударник) и переехала в Бристоль. В этом составе они записали первые три мини-альбома. Название «Amebix» тоже появилось примерно в то же время, и (по словам Роба Миллера) происходит от слова «амёба». С выходом альбомов «Arise!» и «Monolith» окончательно сложился уникальный стиль Amebix — смесь краст-панка с трэш-металом и пост-панком, с довольно мрачными и образными текстами. Группа распалась в 1987 году, хотя концертные выступления продолжались ещё некоторое время.
В феврале 2008 года было объявлено о воссоединении группы.

## Влияния
Наибольшее влияние на музыку Amebix оказали такие группы, как Motörhead, Hawkwind, Black Sabbath, Venom, Crass, а также пост-панк: Public Image Ltd., Bauhaus, Joy Division и Killing Joke. Впоследствии музыкой Amebix вдохновлялись такие группы, как Sepultura, Neurosis, Panopticon и Deviated Instinct.

## Дискография

### Номерные альбомы и мини-альбомы
- Who’s the Enemy (1982, 7", Spiderleg Records)
- Winter (1983, 7", Spiderleg Records)
- No Sanctuary (1984, 12", Spiderleg Records)
- Arise! (1985, LP/CD, Alternative Tentacles)
- Monolith (1987, LP/CD, Heavy Metal Records)
- Sonic Mass (2011, LP/CD, Profane Existence & Alternative Tentacles Records)

### Другие релизы
- Demo (1979)
- The Power Remains (1993, LP, Skuld Releases)
- Make Some Fucking Noise (live 2003)
- No Sanctuary: The Spiderleg Recordings (2008, LP+7"/CD, Alternative Tentacles)